# Istorija Trebinja
Trebinje je kroz vjekove imalo burnu istoriju. Ovuda su još od rimskog doba vodili važni trgovački putevi, a posebnu ulogu svakako je imala i blizina Dubrovnika, godinama jednog od vodećih trgovačkih centara na ovom dijelu Balkana.
Trebinje se prvi put spominje u X vijeku kod Konstantina Porfirogenita pod nazivom Tribunia, koji se kasnije promijenio u Travunija. Današnji naziv datira iz XVI vijeka.
Najstariji stanovnici Trebinja bila su plemena Ilira, Tračana i Grka.

## Iliri
Naseljavali su srednji i sjeverozapadni dio Balkanskog poluostrva i poznati su kao najstariji stanovnici stare Travunije.

## Grci
Naseljavaju se u primorju uz Ilire u VII vijeku p. n. e. Oni su osnovali jedno naselje na Hvaru, a zatim Epidaurus — Cavtat, Trangurion — Trogir i dr. Iz ovih naselja prodirala je grčka kultura duboko u unutrašnjost zemlje. Dokazi o prisustvu Grka na ovim prostorima nalaze se u topografskim imenima. Na primjer ime naselja Lastva pored Trebinja potiče od grčke riječi Leusinium. I ime planine Leotara iznad Trebinja je takođe Grkčkog porijekla (Leutar ili Levtar potiče od komparativa grčke riječi leios = svijetao-go; u komparativu leioteros = svjetliji). Dakle pravilan naziv za ovo brdo jeste Leutar, a ne Leotar, ali u narodu ipak preovlađuje ime Leotar.

## Kelti
Oko 280. godine p. n. e. su prešli iz srednje Evrope na Balkan, ali o ovom događaju postoji veoma malo podataka.

## Rimljani
Prvi put se pojavljuju na istočnoj obali Jadranskog mora 228. god. p. n. e. Ali su tek 78. god. p. n. e. uspjeli da savladaju ilirsku državu. Poslije nekoliko neuspjelih ilirskih ustanaka Rimski vojskovođa Tiberije je podijelio zemlju u dvije provincije: Dalmaciju i Panoniju. Dalmacija je obuhvatala teritoriju od Raške do Drima i od Jadranske obale do Ibra i Kolubare na istoku. Dobila je ime po ilirskom plemenu Delmatima. U njenom sastavu je bila i Travunija.

### Travunija
Ime Travunija potiče od novog čitanja grčke riječi Trabunia koja pak znači Zahumlje, predio iza huma, odnosno planine.

## Sloveni
Nakon odlaska Langobarda iz Panonije u Padovsku ravnicu 568. god. u Panoniju dolaze Sloveni. U isto vrijeme sa istoka dolaze tatarski Avari ili Obri. Oni zajedno sa Slovenima vrše upade u carstvo i pljačkaju ga. Sloveni su u prvoj polovini VII vijeka zavladali Balkanskim poluostrvom.

### Hrvati i Srbi
Slovenska plemena su se u VII i VIII vijeku počela se okupljati oko dva politička središta — Hrvata i Srba. Tako su nastale na jugozapadu Hrvatska, a njoj na jugoistoku Srpska država.
Hrvatska država je nastala između Zrmanje i Cetine, i dalje u brdsku unutrašnjost; a srpska država između Pive, Tare i gornje Drine. Romejski car Konstantin Porfirogenit u svom delu „O upravljanju carstvom" navodi da je granica između Srba i Hrvata na reci Cetini. Travunija u narednom razdoblju postepeno postaje deo okolnih zemalja, a nestaje tek pod Osmanlijama.
Sloveni postepeno prihvataju hrišćanstvo, ali ne bez teškoća. Smatra se da su Trebinjci pokršteni 879. god. u vrijeme vladavine vizantijskog cara Vasilija I Makedonca (867—886).

## Trebinjska oblast
Isprva je Trebinje bilo mjesto jedne župe, koja se je vremenom razvila i preobrazila u Travuniju. Travunija je obuhvatala sljedeće područje: na sjeveru do Gatačkog Polja, na jugu sve do mora, na istoku do Banjana, a zapadna granica išla je od Dubrovnika preko Popova polja i Ljubinja na Gatačko Polje. U Kotorskom zalivu trebinjskoj oblasti pripadao je čitav dio od Sutorine do iza Risna, a sjevernije odatle van Boke cijeli Konavli.
Od prvih poznatijih travunjskih knezova spominju se u IX vijeku Krajina, Pavlimir i sin mu Tješimir. U X vijeku Travunijom vladaju zahumski knezovi Viševići. U ovom periodu Travunija se počinje nazivati i Trebinjska oblast.
Godine 1168. Zetom i Travunijom zavladao je Stefan Nemanja, raški veliki župan.
Stefan Nemanja je postavio svoga brata Miroslava za zahumskog kneza sa stolicom u Stonu. Miroslav stupi u rodbinske veze sa bosanskim banom Kulinom, uzevši njegovu sestru za ženu. Miroslavljeva žena kao i njen brat ban Kulin davali su podršku bogumilima. A kako je u ovo vrijeme Stefan Nemanja protjerao bogumile iz svoje države oni su našli sklonište kod Miroslava u Zahumlju. Tako se bogumilska vjera počela naglo širiti po Zahumlju. Ovaj vjerski pokret je uticalo i na Miroslava i on iz Stona protjera katoličkog biskupa. Zbog ove podrške bogumilima, a po nagovoru pape, Andrija, vojvoda Hrvatske i Dalmacije, udari na Zahumlje i pripoji ga Hrvatskoj državi (1198—1210). Miroslavu je ostao Ston i poluostrvo Rat, a Andrija tako postade susjed Travuniji. Godine 1210. Stefan je povratio natrag čitavo Zahumlje. Zatim su Zahumljem opet zavladali Miroslavljevi potomci. U vrijeme Nemanje Trebinjem vlada njegov najstariji sin Vukan.
Sin Stefana Nemanje, Rastko Nemanjić (sv. Sava) osnovao je 1219. god. Zahumsku episkopiju sa sjedištem u Stonu. Godine 1321. Stefan Dečanski je prenio stolicu Zahumske episkopije u Srbiju, jer Travuniju bila preplavila bogumilska vjera. U prvoj polovini XIV vijeka car Dušan Silni je osnovao novu episkopiju u Mileševi. Mileševski episkop je za vrijeme turske najezde u XVI vijeku prešao u Tvrdoš (1509) i tu se prozvao zahumskim episkopom.
Crnač u Bihovu sa ruševinama dominikanskog manastira sv. Petra de Campo po popu Dukljaninu bili su grobištima zetskih knezova. Toma Arhiđakon kaže da je u sv. Petru de Campo stolovao katolički biskup trebinjske biskupije i to od 1076. god. pa sve do 1254. kada je biskup prognan. Nema podataka ko ga prognao. Ali od ovog vremena trebinjski biskupi stoluju u Dubrovniku. Ova je opatija dominikanska.
Još u vrijeme Tvrtka I spominje se kao trebinjsko-mrkanski biskup Ratko (umro 1393). Kao biskup sjedio je u Dubrovniku. Naslov trebinjskog biskupa očuvao se je do danas u nazivu duvanjsko-trebinjskog biskupa, koji sada residira u Mostaru.
Trebinje je neprekidno bilo u vlasti Nemanjića od 1168. god. sve do smrti cara Dušana Silnog. Poslije njega Trebinje često mijenja gospodare. Još za Dušanova sina Uroša IV Trebinje je palo pod vlast carskih srodnika Vojinovića, zatim Nikole Altomanovića, zatim Balšićima, a 1378. god. ga zauzima bosanski kralj Tvrtko I. Od toga je vremena Trebinjska oblast sastavni dio bosanske države.
Po smrti Tvrtkovoj 1391. u Bosni su nastali nemiri i borbe oko prestola između velmoža: Hrvoje Vukčić-Hrvatinić, Sandalj Hranić i Pavle Radinović. Tako nastaje veliki metež u državi.

## Hercegovina
Trebinjska oblast bila je pod Pavlovićima. Za vrijeme bosanskih meteža, Dubrovčani su uspjeli da poslije dugih pregovora 1419 — 1426. god. kupe Konavle od dvojice bosanskih vojvoda: Sandalja Hranjića i Radoslava Pavlovića. Trebinje se mnogo spominje 1430—1432. god. kao središte akcije Radoslava Pavlvića protiv Dubrovnika u konavoskom ratu.
Godine 1435. umre veliki vojvoda Sandalj Hranić Kosača, a naslijedi ga sinovac Stefan, sin Vukčev. Stefan je bio vrlo popularna ličnost, a poznat je u narodu još i danas pod imenom hercega ili herceg-Šćepana.
Stefan (Šćepan) Vukčić Kosača je 1438.god., uz pomoć Osmanlija, preoteo Trebinje sa susjednim župama od Radoslava Pavloviča.
Deset godina kasnije, 1448.god., on se prozvao: Stefan “Božjom milosti herceg od svetog Save, gospodar humski i primorski, veliki vojvoda rusaga bosanskoga i knez drinski”. Od toga se vremena njegova zemlja poče da naziva zemljom hercegovom ili Hercegovinom. Ona se više i nije računala dijelom države Bosne, već je bila samostalna država. Trebinjska oblast je bila njen sastavni dio.
Za hercegove vladavine spominju se vojvode Ivaniš Pavlović i Ivaniš Vlatković. Prvi je gospodar Trebinja i Popova Polja, a drugi je gospodar Huma. Herceg sam i vojvoda Pavlović bili su otvorene pristalice bogomilstva, dok je vojvoda Vlatković ostao do svoje smrti vjeran katoličkoj crkvi.
Osmanlije konačno su zauzeli Bosnu 1463. god. Tri godine kasnije, 1466, oni su zauzeli i starinsko Trebinje. Prvi turski upravitelji u Hercegovini zvali su se vojvodama, a tek kasnije su uzeli naziv sandžak-krajišnika.
Herceg-Šćepan se održavao samo još u samom Primorju. Umro je u Herceg-Novom 1466. god. Ajaz-beg sedmi po redu Krajišnik sandžaka hercegovačkog 1482. god. zauzeo je Novi. Ovim je cijela Hercegovina pala pod Osmanlije. Trebinje će ostati pod Osmanlijama sve do 1878. god., dakle punih 412 godina.

## Pod Turskom
Dolaskom Osmanlija Trebinje se trgovačkog centra počelo postepeno prerušavati u jedan logor i da dobiva izgled odbrambenog utvrđenja. Ovome je doprinjeo položaj grada prama susjednoj Crnoj Gori, slobodnom Dubrovniku i mletačkoj Dalmaciji.
Sa turskim dolaskom život Srba i Hrvata se znatno promijenio. Narod se počeo okupljati oko novih vođa. To su u narodnoj pjesmi opjevani hajduci. U planinama je stalno rastao broj hajduka, a ustanci se dižu po svima našim krajevima.

### XVI vijek
Pošto su je zauzeli Turci su u Bosni i Hercegovini oformili bosanski pašaluk. Pašaluk su podijeliili u sandžake: bosanski, hercegovački, zvornički, kliški, lički i bihaćki, 1583. god. Sjedište Hercegovačkog sandžak-bega (paše) bilo je u Dračevu, a kasnije u Trebinju.
Potčinjeni narod koristio je svaku slabost carevine za pokusaje oslobođenja. Prva prilika desila se tek 1593. god. kada su Hrvati u bitki pod Siskom potukli veliku tursku vojsku bosanskog Hasan-paše. Već 1595. god. uskoci su zauzeli od Turaka tvrdi Klis. Ovu slabost Osmanske carevine iskoristio je vojvoda Grdan i 1597. god. podigao ustanak u Hercegovini. Međutim ustanicima nije stigla obećana pomoć, pa je ustanak ugušen.

### XVII vijek
Turci na Balkanu vode dva rata: sa Mlečanima (Kandijski rat, 1645—1669) i Austrijom (1683—1699). Već u prvom, a naročIto u drugom ratu vidimo živu saradnju manastira Tvrdoša kod Trebinja. Njegovi su kaluđeri su u stalnom u dodiru sa vanjskim svijetom, te sa ustanicima i njihovim vođama.
Naročito se ističe rad čuvenog Ostroškog svetitelja Vasilija Jovanovića (1639—1671). On se pridružuje akciji Lige evropskih država protiv Osmanlija. Neumorno radi na oslobođenju, dopisuje se s papom i gleda kako bi obnovi ranije veze s Rimom. U njegov primjer ugledali su se i drugi kaluđeri manastira.
Tvrdoš je nekoliko puta stradao usljed elementarnih udara i nepogoda, ali je mnogo više patio zbog protivturskog djelovanja svojih kaluđera.
Kada je 1687. god. pao Herceg-Novi u ruke Mlečanima, iz njega su se odselile mnoge turske porodice u unutrašnjost zemlje. Najveći dio tih porodica doselio se u Trebinje. Ovo je prvo veće naseljavanje Trebinja muslimanskim življem. Neke od ovih porodica su se nastanile u Gorici i na Gradini, a neke ispod Hrupjela. Na tom mjestu niče novo naselje, prozvano Omanovićevom mahalom. Ona je najstariji dio današnje trebinjske varoši. U vrijeme povlačenja hercegnovskih Osmanlija u Trebinje i njegovu okolinu su došli: Omanovići, Resulbegovići, Salahovići, Hadžihasanovići, Ćatovići, Kapetanovići, Galijatovići i dr.
Po odlasku turskih porodica iz Novog u Trebinje Mlečani su se zabrinuli, da bi Turci mogli manastir Tvrdoš da pretvore u jaku tvrđavu, zato su ga sami 1694. razorili. Tako je nestao manastir koji je od svog osnivanja 1509. pa do razaranja stalno stajao na braniku vjere i slobode.
Vladika Savatije Ljubibratić se još ranije sa kaluđerima tvrdoškog manastira sklonio na mletačku tertoriju. Izbjegli kaluđeri su u blizini Herceg-Novog obnovili jednu zapuštenu crkvu i uz nju izgradili manastir Savinu 1694. god.
Jedan dio izbjeglih kaluđera se vratio nešto kasnije u Trebinje. Oni su u Dužima sagradili novi manastir. Ovaj manastir nastavio je ulogu Tvrdoša u antiturskoj borbi.
Kako je Trebinje imalo veoma važnu ulogu u odbrani sistema, a nalazilo se na graničnom području turske carevine 1663. god. je proglašeno je kapetanijom, što je podrazumijevalo poseban status.
Poslije poraza Osmanlijskog carstva kod Beča 1699, teško stanje u carstvu oživilo je ponovo nadu u oslobođenje. U Dalmaciji su se digli uskoci pod Ilijom Smiljanićem i Stojanom Jankovićem.
U isto vrijeme izbilo je više ustanaka hrišćana u Hercegovini. Najpozanatiji je onaj pod Bajom Pivljaninom.

### XVIII vijek
Suočeni sa slabljenjem carstva nakon poraza kod Beča i sve češćim ustancima raje Turci počinju da se povlače sa svojih posjeda u gradske zidine. Posljedice ovih seljenja su se osjetile u svim gradovima, a naročito u Trebinju. U njemu se oko Resulbegovićeva utvrđenja počela da razvija nova varoš, na desnoj obali Trebišnjice.
Porodica Osmanpaše Resulbegovića u Trebinje se doselila iz Herceg Novog. Kako je Osmansko carstvo počelo da slabi poslije poraza kod Beča, a Trebnje je bilo pogranična teritorija, on je po nalogu sultana da se u Trebinju izgradi jače utvrđenje, 1706. god. izgradio vanjsku trebinjsku tvrđavu, poznatu kao Ban-vir. Ona je bila opasana zidinama i jakim kulama. Ban-Vir, kao naziv za ovu tvrđavu, poslednji put je upotrebljen 1729. godine, a onda sve ređe, da bi se posle zadržalo samo kao uspomena na grad, a onda i kao ime dubokog vira u rijeci Trebišnjici (iznad grada).
Oko starijeg utvrđenja izgrađena je jedna prostranija tvrđava sa četiri jake kule. Glavni ulaz (kapija) u tvrđavu je na zapadnoj strani. Nad tim ulazom bila je kula Hadžismajilovića Selimage. Ostale tri kule ili tabije branile su prilaz gradu vatrom iz svojih topova. Tabije su bile ove: sjeverna Salahovićeva, jugoistočna Ćatovićeva i jugozapadna Landrovićeva tabija. To je trebinjski Kastel.
U isto vrijeme preseliše u Trebinje i turske vlasti iz Dračeva koje je postradalo u ustanku Baja Pivljanina. Tako je današnji Kastel postao središtem novoga Trebinja, koje se poče oko njega da razvija na desnoj obali rijeke Trebinjčice.
Godine 1715. počela gradnja hendeka (kanala) oko Grada, dužine 460 metara, dubine 5 metara i širine 10 metara. Kanal je djelimično zatrpan 1914. god. a potpuno 1932. godine.
Osmanpaša Resulbegović je ostao upamćen kao veliki graditelj. On je u unutrašnjosti tvrđave sagradio dvije džamije: 1719. god. Carevu, a 1729. drugu danas poznatu kao Osmanpašina džamija. Zanimljivo je da do ovog vremena Trebinje nije imalo nijednu džamiju. Njemu se pripisuje i gradnja Sat-Kule.
Osnivanjem i razvojem novoga Trebinja još bržim tempom poče da odumire i opada staro Trebinje na lijevoj obali rijeke. Na to srednjovjekovno slovensko naselje podsjećaju još Police
Izvan kastelskih zidina bila je u početku samo Osmanovićeva mahala i to kao predgrađe. Nešto kasnije počelo se izgrađivati drugo varoško predgrađe u Bregovima, a Police su se posljednje počele izgrađivati.

### XIX vijek
Janjičari su kočili svaki napredak carstva, a svoju volju nametali su vlastima. Zato je sultan izdao tzv. hatišerif 1793. god. Protiv sultanovih reformi digli su se bosanski janjičari. Njima su se pridružili i bosanski begovi pod Husejin-kapetanom Gradaščevićem, Zmajem od Bosne. Međutim, Kara Mahmud-paša je savladao Husejina i on pobježe iz Bosne. Husejinovu padu značajno su doprinjeli hercegovački begovi Smajil-aga Čengić (čije se turbe nalazi u selu Avtovcu pored Gacka) i Aliaga Rizvanbegović-Stočević. Aliaga Rizvanbegović-Stočević je isposlovao od sultana odcjepljenje Hercegovine od Bosne i za sebe vezirsku titulu (1832-1851). Međutim on se pridružio pobuni protiv reformi novog sultana. Ovu pobunu bosansko-hercegovačke feudalne aristokracije silom je slomio Omer-paša Latas, a Ali-aga Rizvanbegović-Stočević je pogubljen.
U isto ovo vrijeme i najbliži susjed Trebinja na zapadu, Dubrovnik izgubio je svoju samostalnost. Njega je 1806. god. zauzela francuska vojska. Porazom Napoleona Dubrovnik je pripojen Austrougarskoj.
Zbog veoma teškog položaja raje nastalog reformom desetinskoga sistema prikupljanja poreza i samovolje prilikom prikupljanja poreza u Hercegovini izbija ustanak pod Lukom Vukalovićem. Ustanak je započeo na Zupcima 1858. god., a borbe su potrajale do 1862. god. Ustanicima je pružila pomoć Crna Gora, a 1862. god. se i Rusija umiješala u korist ustanika. Mir je potpisan u Mostaru, nagodbom Vukalovića i turskih vlasti. Vukalović je poslije ovoga otišao u Rusiju.
Iz istih ovih razloga narod se pobunio u jesen 1874. god. u Zovom Dolu i Lukavcu kod Nevesinja. Vođe su se pred silom sklonile u Crnu Goru. U julu 1875. god. opet je došlo do oružanog sukoba u Nevesinju. Izbjegle vođe vratiše se iz Crne Gore i pozvaše narod na oružje. Četničke borbe vodile su se najviše oko Papratnice. Ustanak je poznat kao Nevesinjska puška i odjeknuo je i u bosanskoj Krajini. Vođa ustanka u bosanskoj Krajni bio je Petar Mrkonjić, kasnije kralj Kraljevine SHS, Petar I Karađorđević.
Ustanku su se 1876. pridružile i Srbija i Crna Gora, a poslije neuspjelih pregovora i Rusija 1877. god. Poražene Osmanlije primorane su da se odreknu najvećeg dijela evropskog posjeda mirom u San Stefanu. Međutim, zapadno-evropske sile nisu htjele da priznaju ovaj ugovor pa je sazvan Kongres u Berlinu. Ustanici su bili nadomak cilja, Slobode.

## Pod Austro-ugarskom
Ipak, na Berlinskom kongresu 1878. god. narod Hercegovine nije dobio slobodu, već samo novog gospodara. Austro-Ugarska dvojna monarhija je dobila mandat da okupira Bosnu i Hercegovinu. Austro-ugarska vojska je iste godine ušla u zemlju. A otpor je uspjela da uguši do 1881. god.
Austrijska vlast uvidjevši vrijednost Trebinja kao komunikacionog središta prema crnogorskoj granici napravila je od Trebinja važan vojni centar. Na svim brdima oko Trebinja napravili su jaka utvrđenjima, koja i danas pusta i prazna dominiraju pejzažom ove opštine. Na period austrougarske vladavine i danas podsjećaju građevine javnog karaktera, upravne zgrade, kasarne, škole i ostali objekti.
Godine 1908. Austro-Ugarska monarhija je izvršila aneksiju Bosne i Hercegovine. Ovaj čin Austro-Ugarske monarhije kao i uopšte teško stanje na Balkanu doveli su do Prvog balkanskog rata 1912. god., a potom i Drugog balkanskog rata. Dvije godine poslije izbio je i Prvi svjetski rat. Npr. jedanaest Srba je obješeno 16. februara 1916. a ukupni broj tokom okupacije je mnogo veći.

## Oslobođenje
Nakon I svjetskog rata Trebinje je konačno dočekalo svoju slobodu. Dana 31. oktobra (13. novembra) 1918. god. u Trebinje je ušla srpska vojska i sa njom Sloboda čekana 452 godine.
Dana 11. novembra 1918. godine Trebinje je postalo dio Kraljevine Srba, Hrvata i Slovenaca. Država je bila podjeljena u 33 oblasti, a promjenom ustava 1929. god. preimenovana je u Kraljevinu Jugoslaviju i podijeljena u 9 banovina. Tako je Trebinje, koje je dotle pripadalo Mostarskoj oblasti, došlo u sastav Zetske banovine.
Spomenik palim herojima i kamen temeljac nove gimnazije osvećeni su u septembru 1938.